# La Ciutat (Boques del Roine)
La Ciutat (nom occità, en francès La Ciotat) és un municipi francès situat al departament de Boques del Roine i a la regió de Provença – Alps – Costa Blava. L'any 2008 tenia 34.271 habitants.

## Demografia
| Evolució de la població Ehess i INSEE |       |       |       |       |       |       |       |       |
| 1793                                  | 1800  | 1806  | 1821  | 1831  | 1836  | 1841  | 1846  | 1851  |
| 6 160                                 | 6 117 | 5 274 | 5 237 | 5 427 | 5 382 | 5 902 | 5 429 | 5 196 |

| 1856  | 1861  | 1866   | 1872  | 1876   | 1881  | 1886   | 1891   | 1896   |
| ----- | ----- | ------ | ----- | ------ | ----- | ------ | ------ | ------ |
| 7 674 | 8 444 | 10 017 | 9 867 | 10 058 | 9 702 | 10 682 | 12 223 | 12 734 |

| 1901   | 1906   | 1911  | 1921   | 1926   | 1931   | 1936   | 1946   | 1954   |
| ------ | ------ | ----- | ------ | ------ | ------ | ------ | ------ | ------ |
| 11 622 | 12 370 | 9 975 | 10 690 | 11 877 | 12 425 | 13 428 | 13 410 | 15 159 |

| 1962   | 1968   | 1975   | 1982   | 1990   | 1999   | 2006 | 2011 | 2016 |
| ------ | ------ | ------ | ------ | ------ | ------ | ---- | ---- | ---- |
| 18 827 | 23 916 | 32 721 | 31 727 | 30 620 | 31 630 | -    | -    | -    |

| 2019 | - | - | - | - | - | - | - | - |
| ---- | - | - | - | - | - | - | - | - |
| -    | - | - | - | - | - | - | - | - |

## Administració
| Període   | Identitat          | Partit |
| --------- | ------------------ | ------ |
| 1979-1989 | Louis Perrimond    | PCF    |
| 1989-1995 | Jean-Pierre Lafond | UDF    |
| 1995-2001 | Rosy Sanna         | PCF    |
| 2001-     | Patrick Boré       | UMP    |

## Curiositats
Els germans Lumière hi tenien una casa, i van filmar-hi l'Arrivée d'un train en gare de La Ciotat, una de les primeres pel·lícules.

## Agermanaments
- Bridgwater
- Singen
- Torre Annunziata
- Kranj